# Петриманы
Петрима́ны (укр. Петримани) — село на Украине, находится в Мурованокуриловецком районе Винницкой области.
Код КОАТУУ — 0522885001. Население по переписи 2001 года составляет 244 человека. Почтовый индекс — 23413. Телефонный код — 4356.
Занимает площадь 1,992 км².

## Известные уроженцы
- Горенчук, Феодосий Иванович — Герой Советского Союза.

## Адрес местного совета
23413, Винницкая область, Мурованокуриловецкий р-н, с. Петриманы, ул. 40-летия Победы, 1